# Nicéphore Grégoras
Nicéphore Grégoras (Νικηφόρος Γρηγορᾶς), né vers 1295 à Héraclée du Pont, et mort en 1360, est un historien, philosophe, savant et humaniste byzantin.

## Biographie

### La jeunesse
Orphelin très jeune, il fut confié à son oncle maternel Jean, qui était évêque d'Héraclée et lui donna lui-même les bases de l'instruction. Parti pour Constantinople à vingt ans, il put entrer en relations, sûrement grâce à son oncle, avec Jean Glykys (patriarche Jean XIII à partir de 1315), qui était un savant grammairien et rhéteur. Il fit ensuite la connaissance de Théodore Métochite, qui était Grand Logothète de l'empereur Andronic II Paléologue et qui le prit en affection. Métochite était aussi le plus grand savant byzantin de son temps et s'employait à remettre à l'honneur l'astronomie ; il initia également Grégoras à la philosophie d'Aristote. Pour le remercier, Grégoras se fit le précepteur bénévole de ses enfants Irène et Nicéphore.
La réputation d'érudit de Grégoras, et d'autre part un discours panégyrique, inséré dans son Histoire (VIII, 9), lui valurent la protection de l'empereur, qu'il rencontra en 1322 et qui voulut le nommer chartophylax (gardien des archives) du patriarcat, poste qu'il refusa en arguant de sa jeunesse et de son manque de compétence. En 1324, avec l'appui d'Andronic II, Grégoras exposa devant une assemblée de savants une Méthode pour fixer la date de Pâques (réforme du calendrier, texte inséré dans son Histoire, en VIII, 13), mais aucune suite n'y fut donnée pour des raisons politiques et religieuses. 250 ans plus tard, en 1582, c'est cette même réforme qui fut ordonnée par le pape Grégoire XIII (calendrier grégorien). 
Il devint alors un membre reconnu du petit cercle des savants et humanistes byzantins. Pour démontrer ses compétences en astronomie, il effectua la prédiction de l'éclipse solaire du 16 juillet 1330, dont le calcul détaillé a été conservé, et d'au moins trois autres éclipses par la suite. De ces années datent aussi de nombreux autres textes (traité Sur la construction de l'astrolabe, commentaire du Traité des songes de Synésios, nombreuses hagiographies...). Il donne alors des cours de philosophie et d'astronomie dans un « petit local » (οἰκίσκος) situé dans l'enceinte du monastère Saint-Sauveur-in-Chora que Théodore Métochite avait fait rebâtir.
En 1326, il est ambassadeur d'Andronic II auprès du tsar de Serbie Étienne Detchanski. Mais le 24 mai 1328, l'empereur est forcé d'abdiquer en faveur de son petit-fils Andronic III et Théodore Métochite, destitué, est exilé à Didymotique. La même année, Jean d'Héraclée, oncle de Grégoras, meurt. Abattu par ces épreuves, ce dernier se retire plusieurs mois chez lui. Mais il est de retour dans l'arène intellectuelle dès 1329, s'employant à réfuter de prétendues prophéties faisant florès à l'époque, et à lutter contre les faux savants et sophistes. Il se lie alors d'une amitié intime avec Jean Cantacuzène, Grand Domestique (premier ministre) d'Andronic III. 
En 1330 arriva à Constantinople le moine calabrais Barlaam de Seminara, un ambitieux personnage expert en diverses sciences et en théologie scolastique, qui défia Grégoras en un débat public. Celui-ci tourna à la confusion du Calabrais, et Grégoras le rapporte dans un dialogue intitulé Florentios. Mais Barlaam devait refaire parler de lui.
En 1332 moururent l'ex-empereur Andronic II, devenu le moine Antoine (13 février), et Théodore Métochite (13 mars) ; Grégoras fit l'oraison funèbre des deux, et composa l'épitaphe du second. Mais il était devenu un personnage de la nouvelle cour, adressant à Andronic III, à l'occasion de la mort de sa mère Xénè, en 1333, une Consolation qui est surtout un panégyrique de l'empereur lui-même. En 1334, le pape Jean XXII ayant missionné deux légats à Constantinople pour reprendre les négociations sur l'union des Églises, Grégoras fut chargé de la question et conseilla de n'ouvrir aucune discussion, avis qui prévalut.

### La lutte contre l'hésychasme
En 1340, Barlaam le Calabrais alluma à Thessalonique la querelle de l'hésychasme, qui divisa l'empire pendant plus de dix ans et occupa désormais une très grande place dans l'activité de Grégoras. Souffrant, celui-ci n'assista pas au synode de juin 1341, où Barlaam fut condamné. Andronic III mourut le 15 juin, après avoir confié la régence à Jean Cantacuzène ; celui-ci se proclama empereur à Didymotique le 26 octobre, commençant une guerre civile avec Anne de Savoie, veuve d'Andronic III, représentant son fils Jean V Paléologue. Grégoire Palamas et les hésychastes étaient soutenus par Jean Cantacuzène. Grégoras, bien que se tenant au début à l'écart de la mêlée, était hostile à l'hésychasme ; il appuya son ami le patriarche Jean Calécas, qui convoqua un nouveau synode en 1342 et renversa la décision de juin 1341. Palamas fut emprisonné et excommunié.
Mais la régente Anne de Savoie finit par se rallier à l'hésychasme et fit libérer Palamas en 1346. Celui-ci s'en prit violemment au patriarche Calécas, et la régente imposa à Grégoras de trancher ouvertement entre les deux ; dans ses Premiers Antirrhétiques, il donna raison à son ami Calécas. Mais en janvier 1347, un nouveau synode déposa le patriarche et revint à la décision de juin 1341. Dans la nuit du 2 au 3 février 1347, Jean Cantacuzène s'empara de Constantinople et écarta Anne de Savoie.
Le nouveau maître de la capitale, soutien de l'hésychasme, fit confirmer la déposition de Calécas et élire à sa place le notoire palamite Isidore Boucheiras. Grégoras tenta en vain de changer la position de son vieil ami Cantacuzène ; il se retira dans la vie privée. Quand le patriarche Isidore mourut, au début 1350, Cantacuzène lui offrit la succession s'il faisait la paix avec les hésychastes ; Grégoras refusa. Le 10 juin, un moine athonite particulièrement fruste, Callixte, fut élu, et les adversaires de l'hésychasme vinrent supplier Grégoras de prendre la tête de la résistance.
Un synode restreint aux métropolites se réunit le 27 mai 1351 pour trancher la querelle. Il approuva à nouveau les théories de Palamas ; des violences furent exercées contre les représentants du parti adverse ; Grégoras, anathématisé, fut assigné à résidence. Comme il s'employait à organiser la résistance (rédigeant une Nouvelle Réfutation des décisions du synode, entretenant une correspondance active avec ses amis de Thessalonique et de Chypre), il fut finalement enfermé dans le monastère Saint-Sauveur-in-Chora. Jean Cantacuzène lui envoya de nombreux partisans de l'hésychasme pour le fléchir (dont Démétrios Cavasilas, ami intime de Grégoras ; également, au printemps 1354, Mathieu Cantacuzène, qui venait d'être couronné coempereur, et pour qui Grégoras avait une grande affection), on usa aussi des pressions et de la menace, rien n'y fit : Grégoras ne céda pas. Il restait en contact avec l'extérieur grâce à son disciple et ami Agathangelos.
Le 22 novembre 1354, Jean V Paléologue, acclamé par la foule de la capitale, mit fin au pouvoir de Jean Cantacuzène, qui abdiqua et revêtit l'habit monastique le 10 décembre, à Saint-Georges-des-Manganes, sous le nom de Joasaph. Grégoras, libéré, engagea instamment Jean V à dénoncer l'hésychasme, mais celui-ci, peut-être en partie sous l'influence de sa femme Hélène Cantacuzène, s'abstint de se prononcer. Un exposé des thèses en présence fut organisé devant un légat du pape, l'archevêque Paul de Smyrne : Grégoire Palamas défendit un point de vue, Grégoras l'autre.
Grégoras se retira alors à nouveau chez lui et se consacra à l'étude et à la rédaction d'ouvrages. Il était en butte à de nombreuses attaques, loyales ou déloyales : les Quatre traités contre Grégoras, rédigés par Palamas entre 1356 et 1358 ; mais aussi des libelles plus ou moins diffamatoires qui circulaient et qui venaient en partie de l'entourage de Jean Cantacuzène. Grégoras fut vivement affecté par ces attaques. Il mourut en 1359 ou au début de 1360.

## Œuvre
Grégoras fut un polygraphe presque universel : grammaire, rhétorique, philosophie, histoire, poésie, musicologie, physique, mathématique, astronomie, théologie, hagiographie... toutes les disciplines pratiquées à l'époque sont représentées dans son œuvre. Mais en bon humaniste, il est avant tout un rhéteur.
De son œuvre proprement rhétorique, on a conservé principalement des opuscules de jeunesse, notamment un ensemble d'exercices scolaires (des προγυμνάσματα), dans les genres de la déclamation (Discours des députés de Platées devant les Lacédémoniens et les Thébains), de l'éloge (l'Éloge de l'amandier), de la réfutation (Réfutation de ceux qui prétendent qu'il n'y a pas d'humilité chez l'homme), de la supplique, etc. ; ou des dialogues philosophiques comme le Philomathès (Φιλομαθής ή περί υβριστών διάλογοι), le Florentios (Φλωρέντιος ή περί σοφίας) ; ou des discours de circonstances, relevant des genres du panégyrique, de la consolation, de l'oraison funèbre (dont celles de Théodore Métochite, d'Andronic II et d'Andronic III)... Il faut également mentionner ses ouvrages hagiographiques (Vie de Cauléas, Vie de Michel le Syncelle, Éloge de saint Démétrius, Martyre de Codrat d'Antioche, Panégyrique de Constantin...), et particulièrement sa Vie de Jean d'Héraclée, son oncle. La plus grande partie de ces textes sont inédits.
De son activité de professeur, on conserve aussi un traité de grammaire et des commentaires de l'Odyssée et du Traité des songes de Synésios.
Mais ce qui reste principalement de lui, ce sont ses ouvrages scientifiques (dont le Traité sur l'astrolabe), théologiques (liés notamment à la querelle de l'hésychasme), son Histoire romaine, et sa Correspondance.    
Son œuvre la plus importante est l' Histoire Romaine (Ῥωμαικαὶ Ἱστορίαι), dont les trente-sept livres couvrent les années 1204 à 1359. La rédaction en fut entreprise en 1347 et continuée presque jusqu'à sa mort. La période couverte est celle des Annales de Georges Acropolite de 1204 à 1261, et de l'Histoire de Georges Pachymère de 1261 à 1308. Pour les événements du XIVe siècle, l'œuvre est à mettre en regard avec les Mémoires de Jean Cantacuzène, dont le point de vue est évidemment tout différent. Une très grande place est accordée aux controverses religieuses, notamment à la querelle de l'hésychasme. Le style est très pompeux.
La Correspondance restante comprend 161 lettres, dont certaines adressées à des contemporains connus (Théodore Métochite, Andronic II, Jean Cantacuzène...). Elles datent en grande majorité des années de jeunesse, et leur style est très imagé, voire surchargé.

## Astronomie
Il est un des premiers depuis l'Antiquité, à calculer et à prévoir avec exactitude l’éclipse solaire totale du 16 juillet 1330. Pour cela, il utilisa les Tables faciles (Πρόχειροι κανόνες, Prócheiroi kanónes) et l'Almageste de l'astronome alexandrin Claude Ptolémée .